# Gesellius-Lindgren-Saarinen

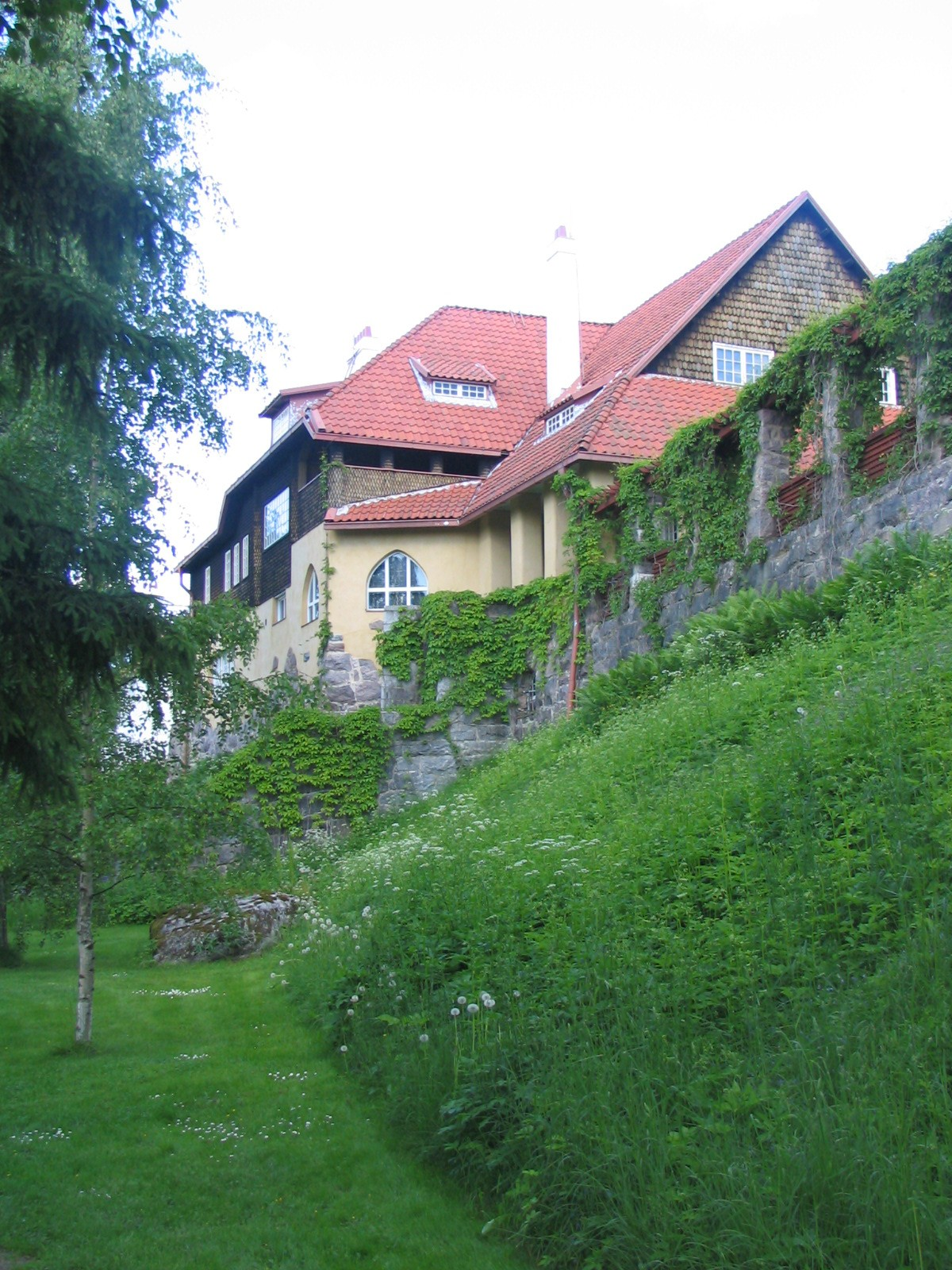
Витреск Hvitträsk, офис бюро Gesellius-Lindgren-Saarinen в Киркконумми, 30 км от Хельсинки, Финляндия

Gesellius-Lindgren-Saarinen — финская архитектурная фирма. Была основана в 1896 году Германом Гезеллиусом, Армасом Линдгреном и Элиэлем Саариненом, в тот период ещё учившимися в Высшей технической школе в Гельсингфорсе. Первой крупной работой трио стал Финский павильон для Всемирной выставки 1900 года в Париже (проект 1898), выдержанный в духе финского национального романтизма, с фресками Галлена-Каллелы; эта работа имела успех и доставила молодым соавторам ряд заметных заказов. Фирма просуществовала до 1907 года, после чего архитекторы работали раздельно.

## Главные работы
- Финский павильон на Всемирной выставке в Париже в 1900 г.
- Виттреск (фин. Hvitträsk), дом Элиэля Сааринена (1902)
- Национальный музей Финляндии, (1905—1910[1])
- Усадьба Суур-Мерийоки (1902—1903)